# Engelska kyrkan
För andra betydelser, se Engelska kyrkan (olika betydelser).

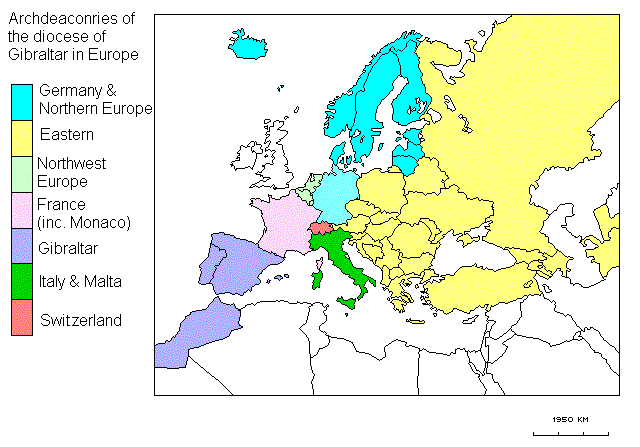
Ärkediakonat av Europa stift (Engelska kyrkan). Stiftstaden är Gibraltar.

Engelska kyrkan (engelska: Church of England) är statskyrkan i England. Den har sina rötter i Romersk-katolska kyrkan men blev självständig år 1534, som en av utbrytarkyrkorna under 1500-talets europeiska reformationsperiod.

## Historik

### Bildande och tidiga år
Engelska kyrkan blev självständig från Romersk-katolska kyrkan, när kung Henrik VIII 1534 bröt med påven i Rom och gjorde sig själv till kyrkans överhuvud efter att påven förvägrat honom skilsmässa. Till skillnad från den kontinentala reformationen innebar detta inte några nämnvärda förändringar under Henriks livstid. De latinska gudstjänstordningarna, prästernas celibat och helgonkulten behölls. Först under Edvard VI:s regeringstid antogs en engelsk gudstjänstbok, Book of Common Prayer (första versionen 1549), på initiativ av ärkebiskopen av Canterbury Thomas Cranmer; denne var påverkad av Martin Bucer, reformatorn i Strasbourg.
Edvard VI efterträddes av sin syster Maria, som återförde Engelska kyrkan till gemenskap med påven och föreskrev bruket av Salisburystiftets latinska gudstjänstbruk i hela England. Maria brände även Thomas Cranmer och två andra reformatoriska biskopar, Hugh Latimer och Nicholas Ridley på bål. Vid Marias död slog systern Elisabet I in på en medelväg, och sökte aktivt rymma många olika teologiska riktningar inom en enad engelsk kyrka. Denna, från början endast realpolitiskt motiverade, medelväg fick en teologisk egenart genom Richard Hookers klassiska Laws on Ecclesiastical Polity (1593) och genom inflytelserika författare som Lancelot Andrewes, George Herbert, William Laud och Jeremy Taylor.

### 1600- och 1700-talet
Perioden 1585-1662 präglades av en, ofta mycket upphetsad, debatt om vad kyrkan i England borde vara. Det puritanska partiet ville ersätta Engelska kyrkan med en presbyteriansk kyrka.
Under åren 1645-1660 var Engelska kyrkan i dess anglikanska form avskaffad. Från och med 1645 var det förbjudet att använda Book of Common Prayer vare sig vid offentlig gudstjänst eller vid enskild bön, och från och med 1646 förbjöds biskoparna att utöva sitt ämbete. Flera av dem gick i landsflykt tillsammans med hovet och kungafamiljen.
När såväl monarkin som biskopsämbetet återinfördes vid engelska restaurationen 1660 började tongivande kretsar i kyrkan (exempelvis Izaak Walton) att se tillbaka på Richard Hookers och Lancelot Andrewes författarskap som en tänkt anglikansk guldålder. Den nya bönboksupplaga som antogs 1662 var en kompromiss mellan olika teologiska läger, men den har haft stort inflytande på det engelska språket. Med denna upplaga skärptes Engelska kyrkans sedvänja att endast anlita diakoner och präster som ordinerats av biskop.
Avsättandet av Jakob II av England 1688 ledde till uppkomsten av en handfull från staten och statskyrkan fria anglikanska trossamfund i England: "Edsvägrarna" eller non-jurors, men de flesta medlemmar återförenades med Engelska kyrkan 1788, då tronpretendenten Karl Edvard Stuart avled. I edsvägrarnas miljöer odlades studier om kyrkofäderna, och när edsvägrarna återförenades med Engelska kyrkan ledde detta till en förstärkning av eukaristifirande på söndagar, synen på dopet som en pånyttfödelse och vaktslående om konfirmationen.
På 1700-talet ledde John Wesleys och Charles Simeons verksamhet till uppkomsten av evangelikalism, men efter Wesleys död bildade hans anhängare, metodisterna, egna trossamfund. Under 1600- och 1700-talen utgjorde den engelska kyrkan också grogrunden för deism.

## 1800- och 1900-talet
Irländska kyrkan blev en anglikansk statskyrka två år senare än Engelska kyrkan (1536), men förenades 1801 med Engelska kyrkan, till dess att den återfick sin självständighet 1871, då den också upphörde att vara en statskyrka.
Från och med 1830-talet existerar olika slag av anglokatolicism inom Engelska kyrkan, och bygger i hög utsträckning på arvet från Hooker, Laud, Taylor och edsvägrarna. Även en bredkyrklig strömning har satt sin prägel på kyrkolivet sedan 1800-talets mitt.
Den Skotska episkopalkyrkan har en egen uppkomsthistoria, och så är även fallet med Filippinernas episkopala kyrka, Spanska reformerade episkopalkyrkan och den Lusitanska kyrkan, men de flesta anglikanska kyrkor har tillkommit genom att den engelska kyrkans dotterkyrkor har blivit självständiga, med början i USA (1789) och Nya Zeeland (1859/1865). 
Sedan 1867 existerar Anglikanska kyrkogemenskapen, som består av alla anglikanska kyrkor i gemenskap med ärkebiskopen av Canterbury. Engelska kyrkan ingår också i Borgågemenskapen. Sedan 1920, då Kyrkan i Wales blev fri från staten och ett självständigt trossamfund, är Engelska kyrkan Anglikanska kyrkogemenskapens enda statskyrka.

## Organisation
Engelska kyrkan är episkopal, det vill säga att den i huvudsak styrs av sina biskopar. Till sin hjälp har dock biskoparna synoder, bestående av så väl präster som lekmän, och som rådger biskoparna. Endast Engelska kyrkans högsta beslutande organ, generalsynoden, är i egentlig mening beslutande.
Regionalt är Engelska kyrkan indelad i två kyrkoprovinser: Canterbury och York, som vardera leds av en ärkebiskop. Ärkebiskopen av Canterbury är dock överordnad ärkebiskopen av York, och räknas som kyrkans främsta företrädare såväl i landet som i hela den Anglikanska kyrkogemenskapen. Både ärkebiskopen av Canterbury och ärkebiskopen av York är också biskopar av sina egna stift.
I England finns fyrtio stift, därtill finns ytterligare ett stift som omfattar Isle of Man och ett för församlingar i Europa. Stiftet är en biskops förvaltningsområde, i varje stift finns en katedral som leds av en dekan och ett domkapitel. Leeds stift bildades 2014 genom sammanslagning av tre tidigare stift, och därför har tre katedraler: Bradford, Ripon och Wakefield. För varje stift finns en stiftssynod, som också väljer biskopens råd. Både synoden och rådet kan ha beslutande makt, men biskopen kan alltid utöva veto.
Varje stift är indelat i ärkediakonat, som i sin tur är indelade i dekanat. Ärkediakoner (archdeacon) och dekaner leder respektive område på biskopens uppdrag. Många stift tillämpar också systemet med suffraganbiskopar, det vill säga en biskopsvigd präst som på delegation av stiftsbiskopen har ansvar för vissa uppgifter eller ett visst geografiskt område. Systemet kan jämföras med Svenska kyrkans kontrakt (kyrkoverksamhet) eller Danska folkkyrkans prosterier. För varje dekanat finns en dekanatssynod (deanery synod), som väljs av församlingsrådet.
På lokal nivå är Engelska kyrkan indelad i församlingar, vilka är territoriella, vilket innebär att församlingarna har geografiska gränser. Engelska kyrkan har inte någon central kyrkobokföring, däremot har varje församling en röstlängd bestående av alla personer från 16 års ålder, som har tagit emot den heliga kommunionen under det gångna året. Röstlängden får inkludera personer som är bosatta inom en annan territorialförsamlings gränser. Röstlängden avgör vem som får rösta vid församlingens årsmöte (annual meeting of parishoners eller annual vestry meeting), som bland annat väljer församlingsråd (Parochial church council).

## Kyrkobyggnader tillhörande engelska kyrkan (urval)

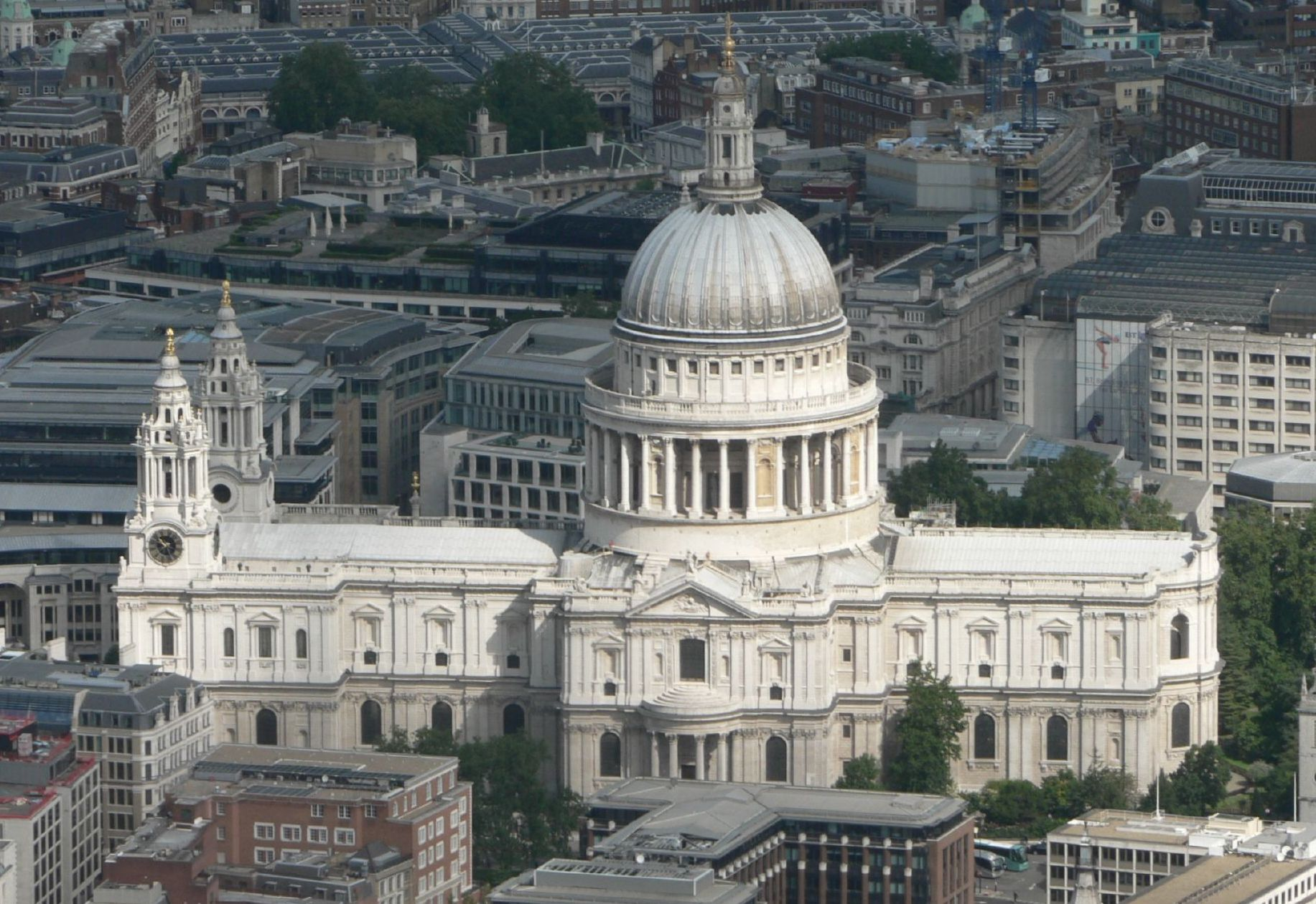
Sankt Paulskatedralen.
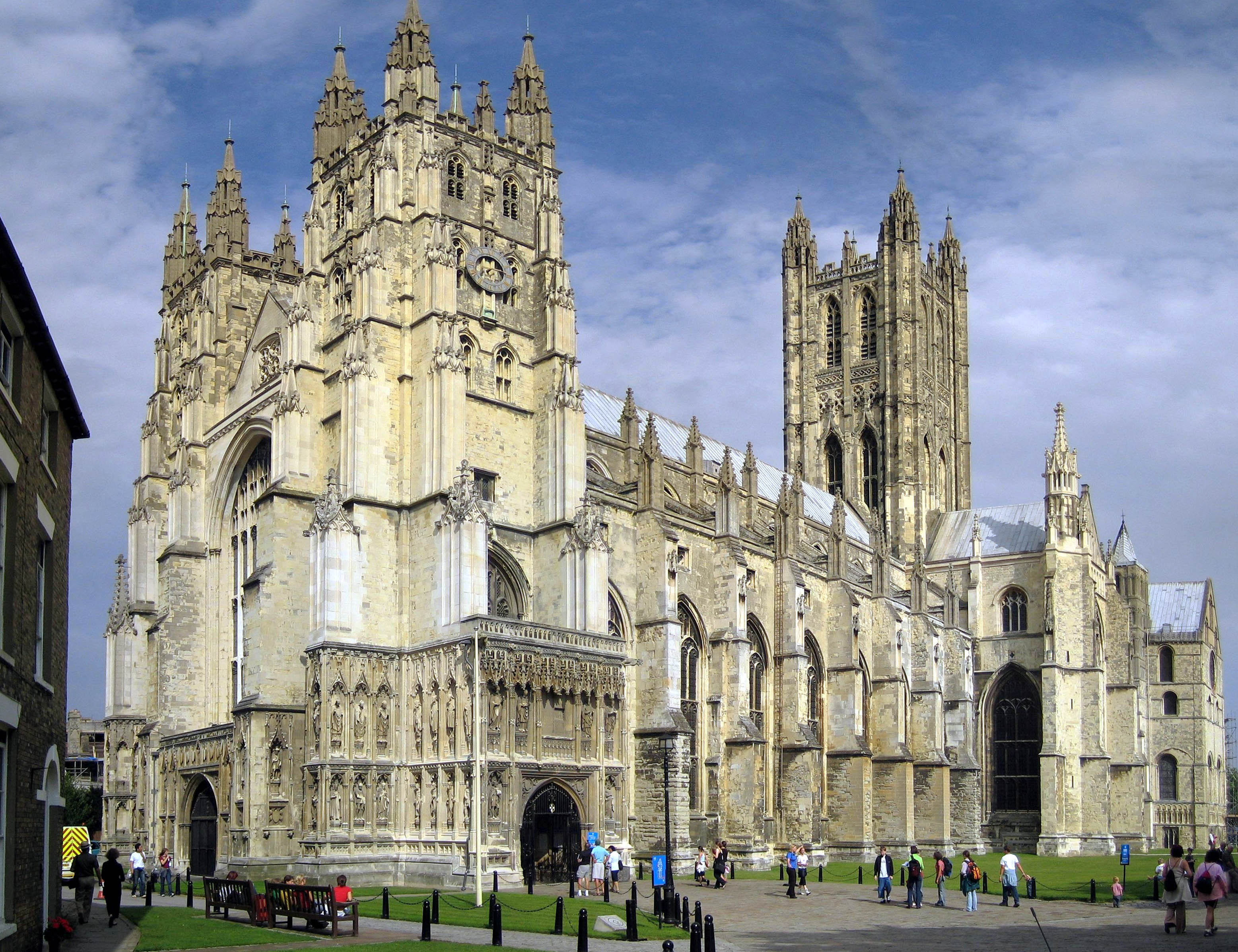
Katedralen i Canterbury.
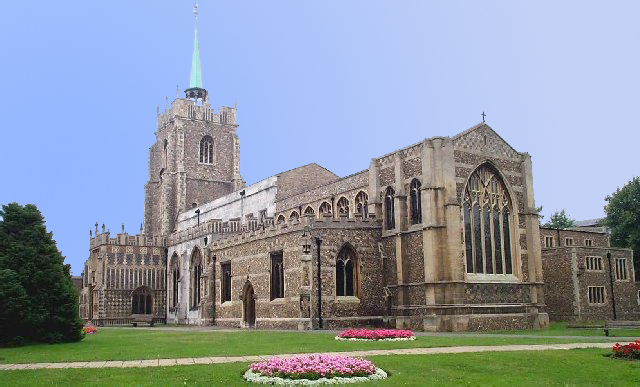
Katedralen i Chelmsford.
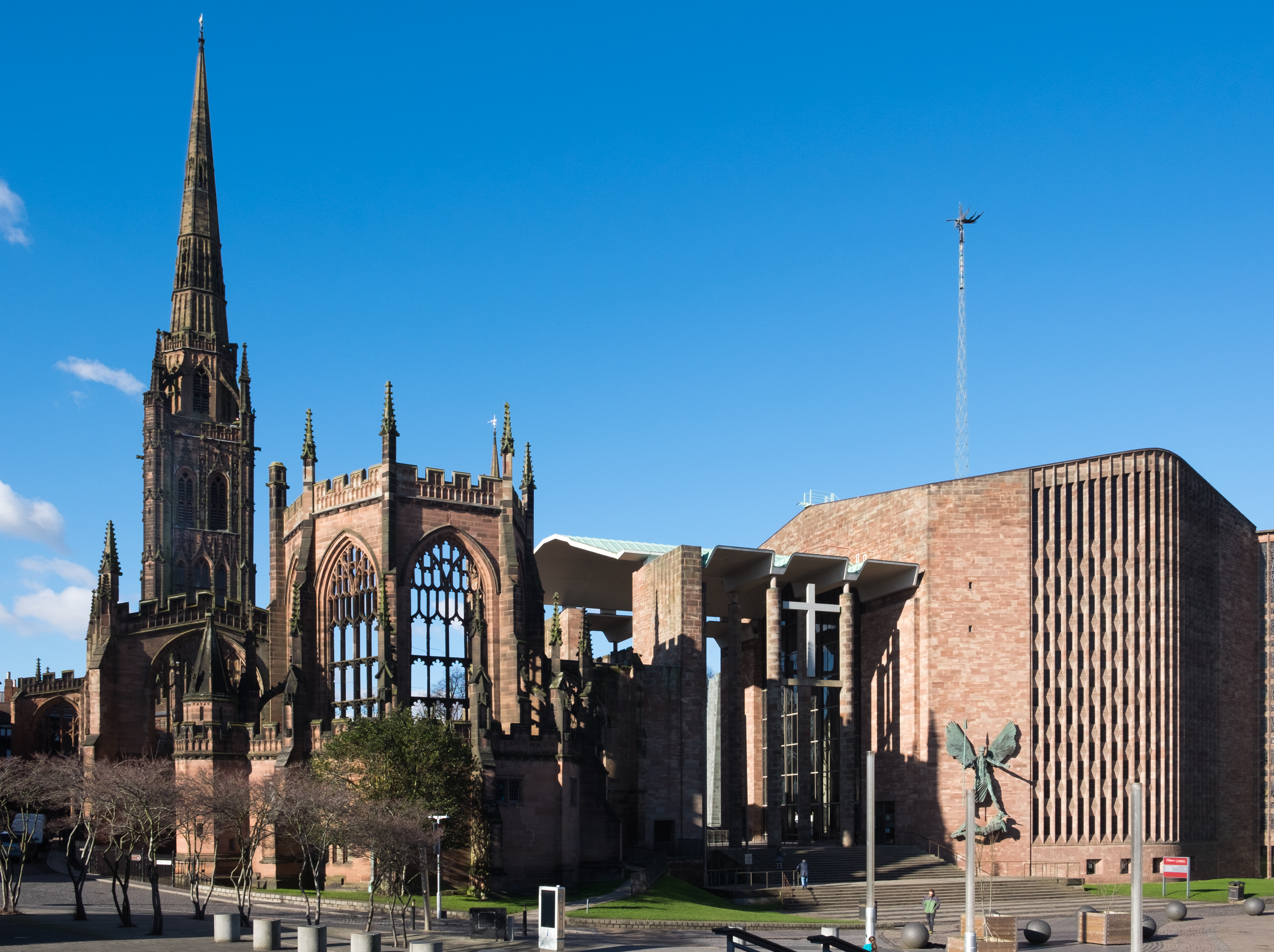
Katedralen i Coventry.
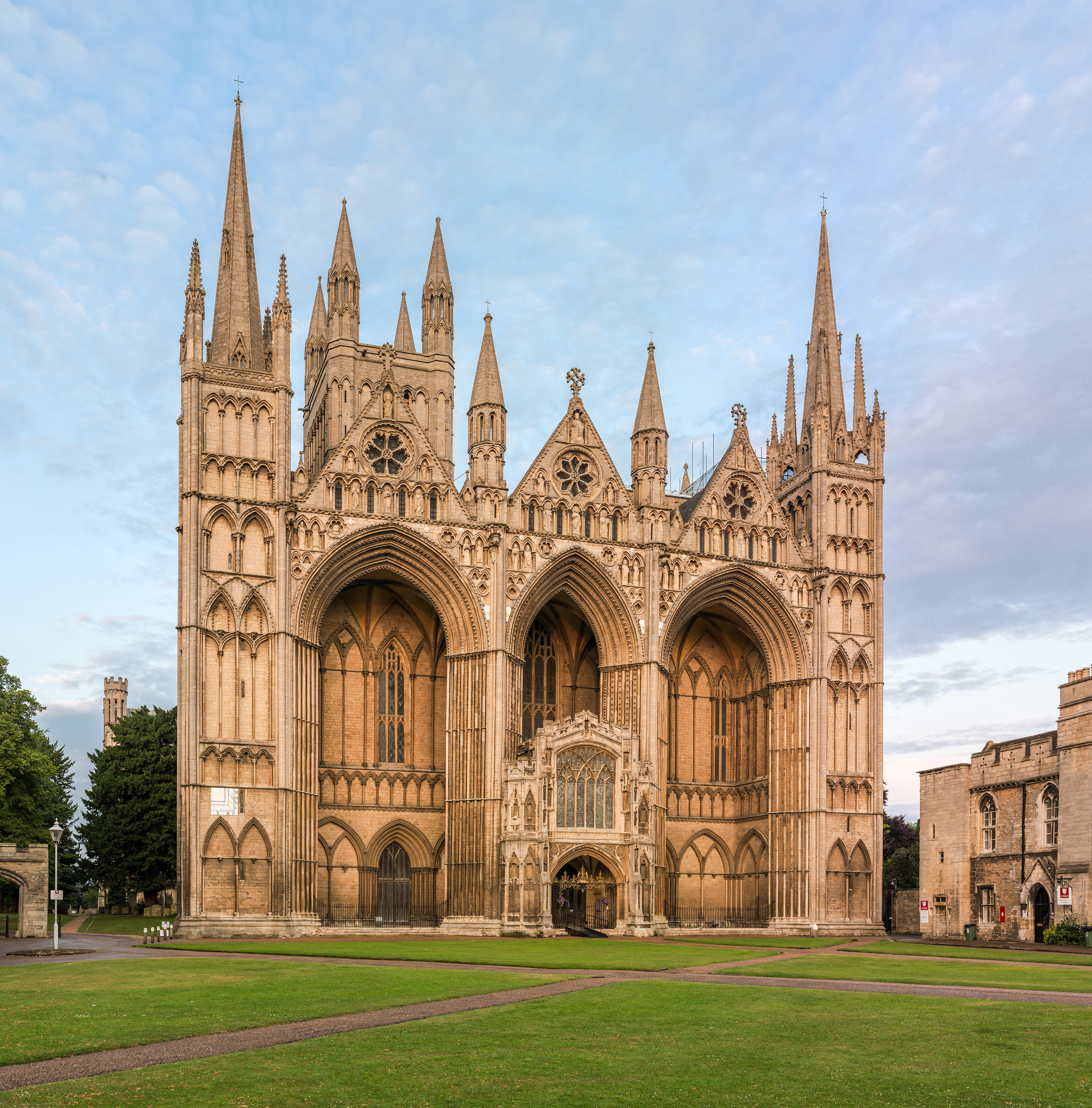
Katedralen i Peterborough.
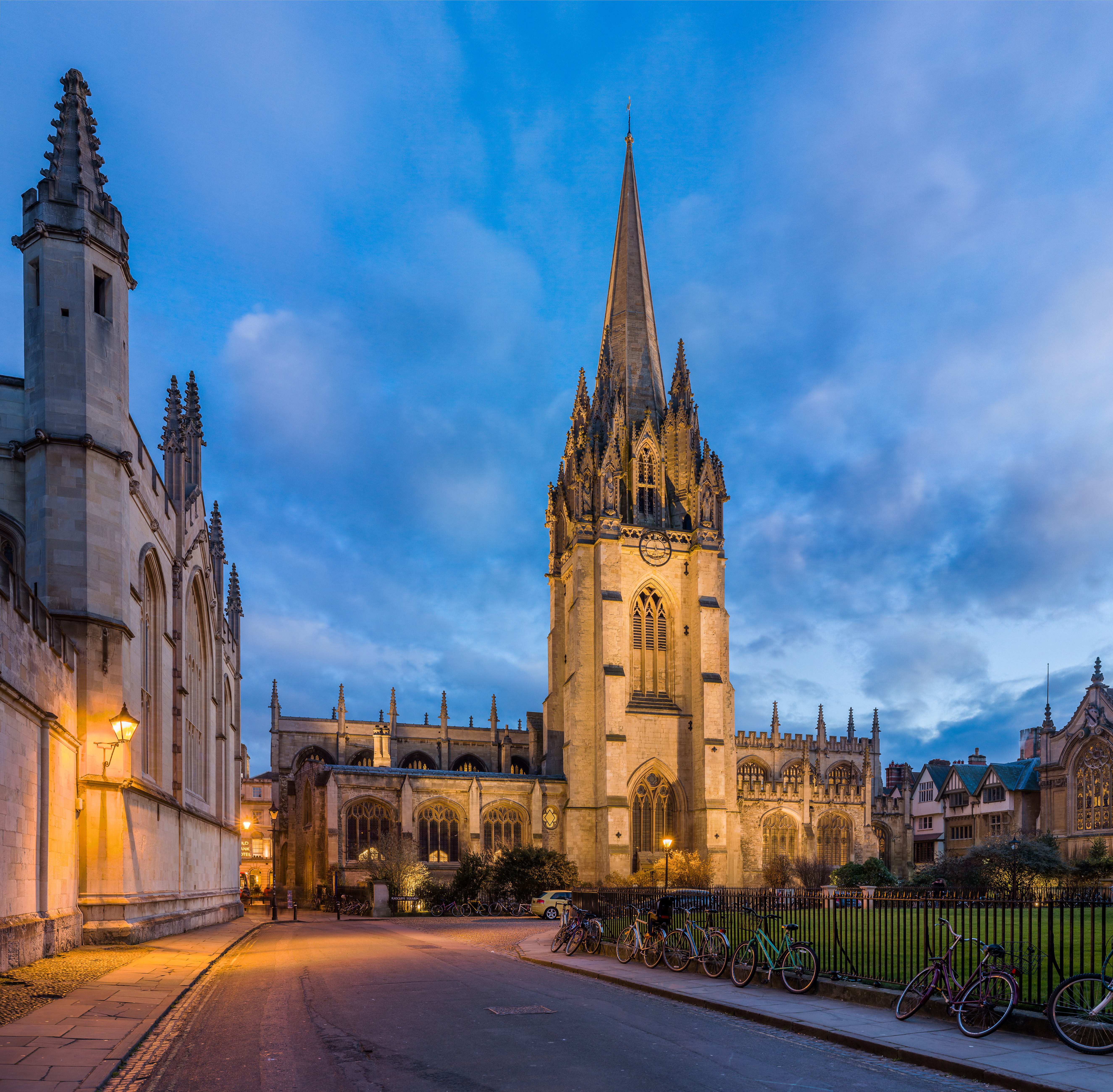
University Church of St Mary the Virgin.